# Traité de Tarascon
Le traité de Tarascon est un traité médiéval signé le 19 février 1291 par le pape Nicolas IV, le roi Charles II de Naples et le roi Alphonse III d'Aragon.
Il fait suite au conflit opposant la papauté, alliée à la maison d'Anjou, et la maison d'Aragon pour la possession du royaume de Sicile. Ce conflit ouvert par les Vêpres siciliennes de 1282 est aggravé par la croisade d'Aragon de 1285. Le roi de France Philippe le Bel et Nicolas IV, soutiens de Charles Ier de Sicile, cherchent à chasser le roi Jacques Ier de Sicile. Pour ce faire, ils entament des négociations avec son frère aîné le roi Alphonse III d'Aragon qui aboutissent à la signature du traité de Tarascon.
Alphonse III s'engage :
- à aller lui-même à Rome pour obtenir la levée de l'excommunication dont il est l'objet,
- à payer à l'Église un tribut de trente onces d'or,
- à mener une croisade en Terre sainte,
- à ordonner le départ de Sicile des chevaliers catalans et aragonais au service de son frère Jacques. Il s'engage en outre à ce que son frère ne garde pas ce royaume contre la volonté du Saint-Siège.
- à restituer au roi Jacques II de Majorque, allié des Français, les îles Baléares.

On lui conseille par ailleurs de faire la paix avec le roi Sanche IV de Castille.
La papauté, pour sa part, annule l'investiture de la couronne d'Aragon concédée par le pape Martin IV à Charles de Valois, frère de Philippe le Bel, deux fils d'Isabelle d'Aragon.
Mais la mort prématurée d'Alphonse, quelques mois plus tard, rend caduques les clauses de ce traité. Le roi de Sicile Jacques Ier monta sur le trône d'Aragon sous le nom de Jacques II, tout en affirmant son pouvoir sur la Sicile. Un nouveau traité, celui d'Anagni, signé en 1295 tenta de mettre fin au conflit.